# Yvon Kimpiob
Yvon Kimpiob, né le 1er juin 1923 à Kikongo-Mitshakila et mort le 4 septembre 2009, est un homme d'État du Congo-Kinshasa. Il est président de l’Assemblée nationale de la république démocratique du Congo de mars 1962 à novembre 1962 et de septembre 1965 à juin 1967.